# Görögország a 2012. évi nyári olimpiai játékokon
Görögország a nagy-britanniai Londonban megrendezett 2012. évi nyári olimpiai játékok egyik részt vevő nemzete volt. Az országot az olimpián 19 sportágban 102 sportoló képviselte, akik összesen 2 érmet szereztek.

## Érmesek
| Érem  | Versenyző                           | Sportág   | Versenyszám                  |
| ----- | ----------------------------------- | --------- | ---------------------------- |
| Bronz | Hrisztína Jazidzídu Alexándra Ciávu | Evezés    | Női könnyűsúlyú kétpárevezős |
| Bronz | Ilíasz Iliádisz                     | Cselgáncs | Férfi középsúly              |

## Asztalitenisz
Férfi
| Versenyző          | Versenyszám | Selejtező         | 64-es főtábla     | 48-as főtábla                                          | 32-es főtábla                                                     | Nyolcaddöntő      | Negyeddöntő       | Elődöntő          | Döntő             | Helyezés |
| Versenyző          | Versenyszám | Ellenfél Eredmény | Ellenfél Eredmény | Ellenfél Eredmény                                      | Ellenfél Eredmény                                                 | Ellenfél Eredmény | Ellenfél Eredmény | Ellenfél Eredmény | Ellenfél Eredmény | Helyezés |
| ------------------ | ----------- | ----------------- | ----------------- | ------------------------------------------------------ | ----------------------------------------------------------------- | ----------------- | ----------------- | ----------------- | ----------------- | -------- |
| Kalínikosz Kreánga | Egyes       | erőnyerő          | erőnyerő          | Jean-Michel Saive (BEL) · 5–11, 11–3, 11–9, 11–7, 11–8 | Michael Maze (DEN) · 10–12, 6–11, 8–11, 11–8, 3–11                | kiesett           | kiesett           | kiesett           | kiesett           | 17.      |
| Panajótisz Giónisz | Egyes       | erőnyerő          | erőnyerő          | Omar Assar (EGY) · 11–5, 11–9, 11–7, 11–9              | Kisikava Szeija (JPN) · 7–11, 11–7, 9–11, 11–8, 7–11, 11–8, 10–12 | kiesett           | kiesett           | kiesett           | kiesett           | 17.      |

## Atlétika
Férfi
| Versenyző                     | Versenyszám     | Előfutam | Előfutam | Előfutam | Elődöntő | Elődöntő | Elődöntő | Döntő   | Döntő    |
| Versenyző                     | Versenyszám     | Idő      | Hely.    | Össz.    | Idő      | Hely.    | Össz.    | Idő     | Helyezés |
| ----------------------------- | --------------- | -------- | -------- | -------- | -------- | -------- | -------- | ------- | -------- |
| Likúrgosz-Sztéfanosz Cákonasz | 200 m           | 20,56    | 4.       | 14.      | 20,52    | 5.       | 12.      | kiesett | kiesett  |
| Konsztandínosz Púliosz        | Maraton         |          |          |          |          |          |          | 2:33:17 | 80.      |
| Konsztandínosz Duvalídisz     | 110 m gát       | 13,40    | 2.       | 8.       | 13,77    | 7.       | 23.      | kiesett | kiesett  |
| Periklísz Iakovákisz          | 400 m gát       | 50,27    | 5.       | 32.*     | kiesett  | kiesett  | kiesett  | kiesett | kiesett  |
| Aléxandrosz Papamihaíl        | 20 km gyaloglás |          |          |          |          |          |          | 1:21:12 | 15.      |
| Aléxandrosz Papamihaíl        | 50 km gyaloglás |          |          |          |          |          |          | 3:49:56 | 25.      |

| Versenyző                 | Versenyszám   | Selejtező | Selejtező | Döntő    | Döntő    |
| Versenyző                 | Versenyszám   | Eredmény  | Helyezés  | Eredmény | Helyezés |
| ------------------------- | ------------- | --------- | --------- | -------- | -------- |
| Konsztandínosz Baniótisz  | Magasugrás    | 221 cm    | 25.*      | kiesett  | kiesett  |
| Konsztandínosz Filipídisz | Rúdugrás      | 560 cm    | 3.        | 565 cm   | 7.       |
| Lúisz Cátumasz            | Távolugrás    | 753 cm    | 29.       | kiesett  | kiesett  |
| Mihálisz Sztamatojánisz   | Súlylökés     | 19,24 m   | 25.       | kiesett  | kiesett  |
| Aléxandrosz Papadimitríu  | Kalapácsvetés | 67,19 m   | 37.       | kiesett  | kiesett  |
| Szpirídon Lembészisz      | Gerelyhajítás | 82,40 m   | 5.        | 81,91 m  | 7.       |

Női
| Versenyző           | Versenyszám     | Selejtező | Selejtező | Selejtező | Előfutam | Előfutam | Előfutam | Elődöntő | Elődöntő | Elődöntő | Döntő   | Döntő    |
| Versenyző           | Versenyszám     | Idő       | Hely.     | Össz.     | Idő      | Hely.    | Össz.    | Idő      | Hely.    | Össz.    | Idő     | Helyezés |
| ------------------- | --------------- | --------- | --------- | --------- | -------- | -------- | -------- | -------- | -------- | -------- | ------- | -------- |
| María Belimbaszáki  | 100 m           | kiemelt   | kiemelt   | kiemelt   | 11,63    | 6.       | 46.      | kiesett  | kiesett  | kiesett  | kiesett | kiesett  |
| María Belimbaszáki  | 200 m           |           |           |           | 23,36    | 4.       | 32.      | kiesett  | kiesett  | kiesett  | kiesett | kiesett  |
| Eléni Filándra      | 800 m           |           |           |           | 2:02,29  | 3.       | 16.      | 2:04,42  | 8.       | 23.      | kiesett | kiesett  |
| Konsztandína Kefalá | Maraton         |           |           |           |          |          |          |          |          |          | 3:01:18 | 104.     |
| Dészpina Zapunídu   | 20 km gyaloglás |           |           |           |          |          |          |          |          |          | 1:35:19 | 44.      |

| Versenyző            | Versenyszám   | Selejtező | Selejtező | Döntő    | Döntő    |
| Versenyző            | Versenyszám   | Eredmény  | Helyezés  | Eredmény | Helyezés |
| -------------------- | ------------- | --------- | --------- | -------- | -------- |
| Andonía Szterjíu     | Magasugrás    | 193 cm    | 13.       | kiesett  | kiesett  |
| Sztéla-Iró Ledáki    | Rúdugrás      | 450 cm    | 13.       | kiesett  | kiesett  |
| Nikoléta Kiriakopúlu | Rúdugrás      | 425 cm    | 19.****   | kiesett  | kiesett  |
| Katerína Sztefanídi  | Rúdugrás      | 425 cm    | 24.       | kiesett  | kiesett  |
| Níki Panéta          | Hármasugrás   | 13,66 m   | 24.       | kiesett  | kiesett  |
| Athanaszía Péra      | Hármasugrás   | 11,93 m   | 33.       | kiesett  | kiesett  |
| Száva Líka           | Gerelyhajítás | 57,06 m   | 27.       | kiesett  | kiesett  |

| Versenyző       | Versenyszám | 100 m gát | 100 m gát | Magasugrás | Magasugrás | Súlylökés | Súlylökés | 200 m | 200 m | Távolugrás | Távolugrás | Gerelyhajítás | Gerelyhajítás | 800 m   | 800 m | Végeredmény | Végeredmény |
| Versenyző       | Versenyszám | Idő       | Pont      | Eredmény   | Pont       | Eredmény  | Pont      | Idő   | Pont  | Eredmény   | Pont       | Eredmény      | Pont          | Idő     | Pont  | Pont        | Helyezés    |
| --------------- | ----------- | --------- | --------- | ---------- | ---------- | --------- | --------- | ----- | ----- | ---------- | ---------- | ------------- | ------------- | ------- | ----- | ----------- | ----------- |
| Szofía Ifandídu | Hétpróba    | 13,82     | 1004      | 168 cm     | 830        | 12,96 m   | 725       | 25,91 | 805   | 581 cm     | 792        | 56,96 m       | 995           | 2:22,03 | 796   | 5947        | 24.         |

* - egy másik versenyzővel azonos eredményt ért el

**** - négy másik versenyzővel azonos eredményt ért el

## Birkózás

### Férfi
Szabadfogású
| Versenyző    | Versenyszám | Selejtező         | Nyolcaddöntő                    | Negyeddöntő       | Elődöntő          | Vigaszág első kör | Vigaszág elődöntő | Bronz- mérkőzés   | Döntő             | Helyezés |
| Versenyző    | Versenyszám | Ellenfél Eredmény | Ellenfél Eredmény               | Ellenfél Eredmény | Ellenfél Eredmény | Ellenfél Eredmény | Ellenfél Eredmény | Ellenfél Eredmény | Ellenfél Eredmény | Helyezés |
| ------------ | ----------- | ----------------- | ------------------------------- | ----------------- | ----------------- | ----------------- | ----------------- | ----------------- | ----------------- | -------- |
| Oleg Mocalin | 74 kg       | erőnyerő          | Soslan Tigiyev (UZB) · 0–3, 0–1 | kiesett           | kiesett           |                   |                   |                   |                   | 11.      |

### Női
Szabadfogású
| Versenyző         | Versenyszám | Selejtező         | Nyolcaddöntő                     | Negyeddöntő       | Elődöntő          | Vigaszág első kör | Vigaszág elődöntő | Bronz- mérkőzés   | Döntő             | Helyezés |
| Versenyző         | Versenyszám | Ellenfél Eredmény | Ellenfél Eredmény                | Ellenfél Eredmény | Ellenfél Eredmény | Ellenfél Eredmény | Ellenfél Eredmény | Ellenfél Eredmény | Ellenfél Eredmény | Helyezés |
| ----------------- | ----------- | ----------------- | -------------------------------- | ----------------- | ----------------- | ----------------- | ----------------- | ----------------- | ----------------- | -------- |
| María Prevolaráki | 55 kg       | erőnyerő          | Yuliya Ratkeviç (AZE) · 0–2, 0–1 | kiesett           | kiesett           |                   |                   |                   |                   | 15.      |

## Cselgáncs
Férfi
| Versenyző       | Versenyszám | Selejtező                         | 32-es főtábla                       | Nyolcaddöntő                            | Negyeddöntő       | Elődöntő          | Vigaszág elődöntő                  | Bronz- mérkőzés                    | Döntő             | Helyezés |
| Versenyző       | Versenyszám | Ellenfél Eredmény                 | Ellenfél Eredmény                   | Ellenfél Eredmény                       | Ellenfél Eredmény | Ellenfél Eredmény | Ellenfél Eredmény                  | Ellenfél Eredmény                  | Ellenfél Eredmény | Helyezés |
| --------------- | ----------- | --------------------------------- | ----------------------------------- | --------------------------------------- | ----------------- | ----------------- | ---------------------------------- | ---------------------------------- | ----------------- | -------- |
| Ilíasz Iliádisz | Középsúly   | Milan Randl (SVK) · 011(1)–000(2) | Karolis Bauža (LTU) · 010(0)–000(3) | Kirill Gyenyiszov (RUS) · 000(0)–002(0) |                   |                   | Mark Anthony (AUS) · 100(0)–000(0) | Tiago Camilo (BRA) · 001(1)–000(2) |                   |          |

Női
| Versenyző         | Versenyszám | Selejtező                                 | Nyolcaddöntő      | Negyeddöntő       | Elődöntő          | Vigaszág elődöntő | Bronz- mérkőzés   | Döntő             | Helyezés |
| Versenyző         | Versenyszám | Ellenfél Eredmény                         | Ellenfél Eredmény | Ellenfél Eredmény | Ellenfél Eredmény | Ellenfél Eredmény | Ellenfél Eredmény | Ellenfél Eredmény | Helyezés |
| ----------------- | ----------- | ----------------------------------------- | ----------------- | ----------------- | ----------------- | ----------------- | ----------------- | ----------------- | -------- |
| Joiliéta Bukuvála | Könnyűsúly  | Yurisleydis Lupetey (CUB) · 000(1)–001(1) | kiesett           | kiesett           | kiesett           |                   |                   |                   | 17.      |

## Evezés
Férfi
| Versenyző                                                               | Versenyszám              | Előfutam | Előfutam | Vigaszág | Vigaszág | Elődöntő | Elődöntő | Elődöntő | Döntő | Döntő   | Döntő | Helyezés |
| Versenyző                                                               | Versenyszám              | Idő      | Hely.    | Idő      | Hely.    | Típus    | Idő      | Hely.    | Típus | Idő     | Hely. | Helyezés |
| ----------------------------------------------------------------------- | ------------------------ | -------- | -------- | -------- | -------- | -------- | -------- | -------- | ----- | ------- | ----- | -------- |
| Nikólaosz Gundúlasz Apósztolosz Gundúlasz                               | Kormányos nélküli kettes | 6:21,46  | 3.       |          |          | A/B      | 7:07,15  | 5.       | B     | 6:53,69 | 3.    | 9.       |
| Sztérjosz Papahrísztosz Joánisz Cílisz Jórgosz Dziálasz Joánisz Hrísztu | Kormányos nélküli négyes | 5:57,71  | 3.       |          |          | A/B      | 6:02,61  | 2.       | A     | 6:11,43 | 4.    | 4.       |
| Elefthériosz Kónszolasz Panajótisz Magdanísz                            | Könnyűsúlyú kétpárevezős | 6:42,13  | 5.       | 6:31,13  | 1.       | A/B      | 6:40,89  | 4.       | B     | 6:31,71 | 2.    | 8.       |

Női
| Versenyző                           | Versenyszám              | Előfutam | Előfutam | Vigaszág | Vigaszág | Elődöntő | Elődöntő | Elődöntő | Döntő | Döntő   | Döntő | Helyezés |
| Versenyző                           | Versenyszám              | Idő      | Hely.    | Idő      | Hely.    | Típus    | Idő      | Hely.    | Típus | Idő     | Hely. | Helyezés |
| ----------------------------------- | ------------------------ | -------- | -------- | -------- | -------- | -------- | -------- | -------- | ----- | ------- | ----- | -------- |
| Hrisztína Jazidzídu Alexándra Ciávu | Könnyűsúlyú kétpárevezős | 7:03,66  | 1.       |          |          | A/B      | 7:09,01  | 2.       | A     | 7:12,09 | 3.    |          |

## Íjászat
Női
| Versenyző        | Versenyszám | Selejtező | Selejtező | 64-es főtábla                            | 32-es főtábla     | Nyolcaddöntő      | Negyeddöntő       | Elődöntő          | Döntő             | Helyezés |
| Versenyző        | Versenyszám | Pont      | Kiemelt   | Ellenfél Eredmény                        | Ellenfél Eredmény | Ellenfél Eredmény | Ellenfél Eredmény | Ellenfél Eredmény | Ellenfél Eredmény | Helyezés |
| ---------------- | ----------- | --------- | --------- | ---------------------------------------- | ----------------- | ----------------- | ----------------- | ----------------- | ----------------- | -------- |
| Evangelía Pszára | Egyéni      | 636       | 43.       | Laisrám Bombéjala Dévi (IND) (22.) · 4–6 | kiesett           | kiesett           | kiesett           | kiesett           | kiesett           | 33.      |

## Kajak-kenu

### Szlalom
| Versenyző           | Versenyszám      | Selejtező | Selejtező | Selejtező | Selejtező | Selejtező     | Selejtező     | Elődöntő | Elődöntő | Döntő   | Döntő    |
| Versenyző           | Versenyszám      | 1. futam  | 1. futam  | 2. futam  | 2. futam  | Jobb eredmény | Jobb eredmény | Elődöntő | Elődöntő | Döntő   | Döntő    |
| Versenyző           | Versenyszám      | Pont      | Hely.     | Pont      | Hely.     | Pont          | Hely.         | Pont     | Hely.    | Pont    | Helyezés |
| ------------------- | ---------------- | --------- | --------- | --------- | --------- | ------------- | ------------- | -------- | -------- | ------- | -------- |
| Hrísztosz Cakmákisz | Férfi kenu egyes | 165,79    | 17.       | 105,22    | 13.       | 105,22        | 15.           | kiesett  | kiesett  | kiesett | kiesett  |

## Kerékpározás

### Hegyi-kerékpározás
| Versenyző        | Versenyszám        | Idő             | Helyezés |
| ---------------- | ------------------ | --------------- | -------- |
| Periklísz Ilíasz | Férfi terepverseny | 1:38:51 (+9:44) | 33.      |

### Országúti kerékpározás
Férfi
| Versenyző         | Versenyszám   | Idő              | Helyezés |
| ----------------- | ------------- | ---------------- | -------- |
| Jánisz Tamurídisz | Mezőnyverseny | 5:58:24 (+12:27) | 110.     |

### Pálya-kerékpározás
Sprintversenyek
| Versenyző           | Versenyszám  | Selejtező | Selejtező | 1. forduló                     | Vigaszág               | Vigaszág | 2. forduló           | Vigaszág               | Vigaszág | 9–12. helyért          | 9–12. helyért | Negyeddöntő          | 5–8. helyért           | 5–8. helyért | Elődöntő             | Döntő                | Helyezés |
| Versenyző           | Versenyszám  | Idő       | Hely.     | Ellenfél Győztes idő           | Ellenfelek Győztes idő | Hely.    | Ellenfél Győztes idő | Ellenfelek Győztes idő | Hely.    | Ellenfelek Győztes idő | Hely.         | Ellenfél Győztes idő | Ellenfelek Győztes idő | Hely.        | Ellenfél Győztes idő | Ellenfél Győztes idő | Helyezés |
| ------------------- | ------------ | --------- | --------- | ------------------------------ | ---------------------- | -------- | -------------------- | ---------------------- | -------- | ---------------------- | ------------- | -------------------- | ---------------------- | ------------ | -------------------- | -------------------- | -------- |
| Zafírisz Volikákisz | Férfi egyéni | 10,663    | 17.       | Grégory Baugé (FRA) · kizárták | kizárták               | kizárták | kizárták             | kizárták               | kizárták | kizárták               | kizárták      | kizárták             | kizárták               | kizárták     | kizárták             | kizárták             | kizárták |

Keirin
| Versenyző            | Versenyszám | 1. forduló | Vigaszág | 2. forduló | Döntő            | Helyezés |
| Versenyző            | Versenyszám | Helyezés   | Helyezés | Helyezés   | Helyezés         | Helyezés |
| -------------------- | ----------- | ---------- | -------- | ---------- | ---------------- | -------- |
| Hrísztosz Volikákisz | Férfi       | 6.         | 1.       | 6.         | 7–12. helyért 3. | 9.       |

## Műugrás
Férfi
| Versenyző             | Versenyszám    | Selejtező | Selejtező | Elődöntő | Elődöntő | Döntő   | Döntő    |
| Versenyző             | Versenyszám    | Pont      | Helyezés  | Pont     | Helyezés | Pont    | Helyezés |
| --------------------- | -------------- | --------- | --------- | -------- | -------- | ------- | -------- |
| Sztéfanosz Paparúnasz | Egyéni műugrás | 366,10    | 26.       | kiesett  | kiesett  | kiesett | kiesett  |

## Röplabda

### Strandröplabda

#### Női
| Versenyző                          | Csoportkör | Csoportkör | 16 közé jutásért  | Nyolcaddöntő      | Negyeddöntő       | Elődöntő          | Döntő             | Helyezés |
| Versenyző                          | Ellenfél Eredmény | Hely.      | Ellenfél Eredmény | Ellenfél Eredmény | Ellenfél Eredmény | Ellenfél Eredmény | Ellenfél Eredmény | Helyezés |
| ---------------------------------- | --- | ---------- | ----------------- | ----------------- | ----------------- | ----------------- | ----------------- | -------- |
| María Ciarcíani Vaszilikí Arvaníti | B csoport · Simone Kuhn · Nadine Zumkehr (SUI) · 13–21, 19–21 · Anasztaszija Vaszina · Anna Vozakova (RUS) · 18–21, 21–13, 15–12 · Hszüe Csen · Csang Hszi (CHN) · 17–21, 16–21 | 4.         | kiesett           | kiesett           | kiesett           | kiesett           | kiesett           | 19.      |

## Sportlövészet
Férfi
| Versenyző             | Versenyszám | Selejtező | Selejtező | Döntő   | Döntő    |
| Versenyző             | Versenyszám | Pont      | Helyezés  | Pont    | Helyezés |
| --------------------- | ----------- | --------- | --------- | ------- | -------- |
| Nikólaosz Mavromátisz | Skeet       | 119       | 9.        | kiesett | kiesett  |
| Efthímiosz Mítasz     | Skeet       | 114       | 25.       | kiesett | kiesett  |

Női
| Versenyző   | Versenyszám | Selejtező | Selejtező | Döntő   | Döntő    |
| Versenyző   | Versenyszám | Pont      | Helyezés  | Pont    | Helyezés |
| ----------- | ----------- | --------- | --------- | ------- | -------- |
| Athiná Dúka | Légpisztoly | 369       | 42.       | kiesett | kiesett  |

## Súlyemelés
Férfi
| Versenyző         | Versenyszám | Szakítás | Szakítás | Lökés    | Lökés    | Összesen | Helyezés |
| Versenyző         | Versenyszám | Eredmény | Helyezés | Eredmény | Helyezés | Összesen | Helyezés |
| ----------------- | ----------- | -------- | -------- | -------- | -------- | -------- | -------- |
| David Kavelasvili | 94 kg       | 170      | 11.      | 200      | 13.      | 370      | 13.      |

## Szinkronúszás
| Versenyző                             | Versenyszám | Technikai gyakorlat | Technikai gyakorlat | Selejtező        | Selejtező        | Selejtező  | Selejtező  | Döntő            | Döntő            | Döntő      | Döntő      | Helyezés |
| Versenyző                             | Versenyszám | Technikai gyakorlat | Technikai gyakorlat | Szabad gyakorlat | Szabad gyakorlat | Összesítés | Összesítés | Szabad gyakorlat | Szabad gyakorlat | Összesítés | Összesítés | Helyezés |
| Versenyző                             | Versenyszám | Pont                | Hely.               | Pont             | Hely.            | Pont       | Hely.      | Pont             | Hely.            | Pont       | Hely.      | Helyezés |
| ------------------------------------- | ----------- | ------------------- | ------------------- | ---------------- | ---------------- | ---------- | ---------- | ---------------- | ---------------- | ---------- | ---------- | -------- |
| Evangelía Platanióti Dészpina Szolomú | Páros       | 89,200              | 8.                  | 88,840           | 8.               | 178,040    | 8.         | 89,360           | 8.               | 178,560    | 8.         | 8.       |

## Taekwondo
Férfi
| Versenyző               | Versenyszám | Nyolcaddöntő                | Negyeddöntő       | Elődöntő          | Vigaszág elődöntő | Bronz- mérkőzés   | Döntő             | Helyezés |
| Versenyző               | Versenyszám | Ellenfél Eredmény           | Ellenfél Eredmény | Ellenfél Eredmény | Ellenfél Eredmény | Ellenfél Eredmény | Ellenfél Eredmény | Helyezés |
| ----------------------- | ----------- | --------------------------- | ----------------- | ----------------- | ----------------- | ----------------- | ----------------- | -------- |
| Aléxandrosz Nikolaídisz | Nehézsúly   | Bahri Tanrıkulu (TUR) · 3–7 | kiesett           | kiesett           |                   |                   |                   | 11.      |

## Torna
Férfi
| Versenyző            | Versenyszám | Selejtező | Selejtező | Döntő    | Döntő    |
| Versenyző            | Versenyszám | Pontszám  | Helyezés  | Pontszám | Helyezés |
| -------------------- | ----------- | --------- | --------- | -------- | -------- |
| Vaszílisz Colakídisz | Korlát      | 15,466    | 7.        | 15,300   | 6.*      |
| Vlászisz Márasz      | Korlát      | 13,400    | 64.       | kiesett  | kiesett  |
| Vlászisz Márasz      | Nyújtó      | 14,300    | 35.       | kiesett  | kiesett  |

Női
| Versenyző         | Versenyszám      | Selejtező | Selejtező | Döntő    | Döntő    |
| Versenyző         | Versenyszám      | Pontszám  | Helyezés  | Pontszám | Helyezés |
| ----------------- | ---------------- | --------- | --------- | -------- | -------- |
| Vaszilikí Milúszi | Talaj            | 12,933    | 58.       | kiesett  | kiesett  |
| Vaszilikí Milúszi | Ugrás            | 12,800    | 74.       | kiesett  | kiesett  |
| Vaszilikí Milúszi | Felemás korlát   | 13,425    | 42.       | kiesett  | kiesett  |
| Vaszilikí Milúszi | Gerenda          | 14,366    | 18.       | kiesett  | kiesett  |
| Vaszilikí Milúszi | Egyéni összetett | 53,524    | 34.       | kiesett  | kiesett  |

* - egy másik versenyzővel azonos eredményt ért el

### Ritmikus gimnasztika
| Versenyző                                                                                      | Versenyszám | Selejtező | Selejtező | Selejtező            | Selejtező            | Selejtező | Selejtező | Döntő   | Döntő   | Döntő                | Döntő                | Döntő    | Döntő    | Helyezés |
| Versenyző                                                                                      | Versenyszám | 5 labda   | 5 labda   | 3 szalag és 2 karika | 3 szalag és 2 karika | Összesen  | Összesen  | 5 labda | 5 labda | 3 szalag és 2 karika | 3 szalag és 2 karika | Összesen | Összesen | Helyezés |
| Versenyző                                                                                      | Versenyszám | Pont      | Hely.     | Pont                 | Hely.                | Pont      | Hely.     | Pont    | Hely.   | Pont                 | Hely.                | Pont     | Hely.    | Helyezés |
| ---------------------------------------------------------------------------------------------- | ----------- | --------- | --------- | -------------------- | -------------------- | --------- | --------- | ------- | ------- | -------------------- | -------------------- | -------- | -------- | -------- |
| Eléni Dóika Alexía Kiriazí Evdokía Lungángu Sztavrúla Szamará Vaszilikí Záhu Mariánthi Zafiríu | Csapat      | 25,875    | 9.        | 26,000               | 9.                   | 51,875    | 9.        | kiesett | kiesett | kiesett              | kiesett              | kiesett  | kiesett  | 9.       |

## Úszás
Férfi
| Versenyző                | Versenyszám      | Előfutam | Előfutam | Előfutam | Elődöntő | Elődöntő | Elődöntő | Döntő     | Döntő    |
| Versenyző                | Versenyszám      | Idő      | Hely.    | Össz.    | Idő      | Hely.    | Össz.    | Idő       | Helyezés |
| ------------------------ | ---------------- | -------- | -------- | -------- | -------- | -------- | -------- | --------- | -------- |
| Jánisz Kalárgarisz       | 50 m gyors       | 22,80    | 8.       | 30.      | kiesett  | kiesett  | kiesett  | kiesett   | kiesett  |
| Krisztian Golomeev       | 100 m gyors      | 50,08    | 6.       | 31.      | kiesett  | kiesett  | kiesett  | kiesett   | kiesett  |
| Arisztídisz Grigoriádisz | 100 m hát        | 54,52    | 6.       | 17.      | 54,20    | 6.       | 14.      | kiesett   | kiesett  |
| Panajótisz Szamilídisz   | 100 m mell       | 1:01,20  | 2.       | 22.      | kiesett  | kiesett  | kiesett  | kiesett   | kiesett  |
| Panajótisz Szamilídisz   | 200 m mell       | 2:14,82  | 8.       | 27.      | kiesett  | kiesett  | kiesett  | kiesett   | kiesett  |
| Sztéfanosz Dimitriádisz  | 100 m pillangó   | 54,20    | 8.       | 40.      | kiesett  | kiesett  | kiesett  | kiesett   | kiesett  |
| Sztéfanosz Dimitriádisz  | 200 m pillangó   | 1:58,79  | 8.       | 23.      | kiesett  | kiesett  | kiesett  | kiesett   | kiesett  |
| Joánisz Drimonákosz      | 200 m pillangó   | 1:56,97  | 6.       | 16.      | 1:58,05  | 7.       | 15.      | kiesett   | kiesett  |
| Joánisz Drimonákosz      | 400 m vegyes     | 4:17,04  | 7.       | 17.      |          |          |          | kiesett   | kiesett  |
| Andréasz Vazéosz         | 200 m vegyes     | 2:01,23  | 6.       | 26.      | kiesett  | kiesett  | kiesett  | kiesett   | kiesett  |
| Szpirídon Janiótisz      | 10 km nyílt vízi |          |          |          |          |          |          | 1:50:05,3 | 4.       |

Női
| Versenyző                                                    | Versenyszám          | Előfutam | Előfutam | Előfutam | Elődöntő | Elődöntő | Elődöntő | Döntő     | Döntő    |
| Versenyző                                                    | Versenyszám          | Idő      | Hely.    | Össz.    | Idő      | Hely.    | Össz.    | Idő       | Helyezés |
| ------------------------------------------------------------ | -------------------- | -------- | -------- | -------- | -------- | -------- | -------- | --------- | -------- |
| Theodóra Dráku                                               | 50 m gyors           | 25,13    | 4.       | 13.      | 25,28    | 8.       | 16.      | kiesett   | kiesett  |
| Néri Nianguára                                               | 50 m gyors           | 25,40    | 6.       | 21.      | kiesett  | kiesett  | kiesett  | kiesett   | kiesett  |
| Néri Nianguára                                               | 100 m gyors          | 56,63    | 8.       | 32.      | kiesett  | kiesett  | kiesett  | kiesett   | kiesett  |
| Theodóra Dráku Néri Nianguára Theodóra Jaréni Krisztél Vurná | 4 × 100 m gyorsváltó | 3:45,55  | 8.       | 16.      |          |          |          | kiesett   | kiesett  |
| Krisztél Vurná                                               | 100 m pillangó       | 58,74    | 6.       | 16.      | 58,31    | 7.       | 12.      | kiesett   | kiesett  |
| Mariána Libertá                                              | 10 km nyílt vízi     |          |          |          |          |          |          | 2:04:26,5 | 22.      |

## Vitorlázás
Férfi
| Versenyző                                        | Versenyszám     | Futam | Futam | Futam | Futam | Futam   | Futam   | Futam    | Futam | Futam | Futam | Futam   | Pontszám | Helyezés |
| Versenyző                                        | Versenyszám     | 1     | 2     | 3     | 4     | 5       | 6       | 7        | 8     | 9     | 10    | É       | Pontszám | Helyezés |
| ------------------------------------------------ | --------------- | ----- | ----- | ----- | ----- | ------- | ------- | -------- | ----- | ----- | ----- | ------- | -------- | -------- |
| Víron Kokalánisz                                 | Szörfvitorlázás | 4     | 11    | 6     | 2     | (16)    | 15      | 3        | 11    | 4     | 9     | 12      | 77       | 6.       |
| Evángelosz Himónasz                              | Laser           | 13    | 19    | 21    | 41    | (50***) | 33      | 15       | 30    | 15    | 19    | kiesett | 206      | 26.      |
| Jánisz Mitákisz                                  | Finn dingi      | 4     | 21    | 10    | 8     | (25**)  | 10      | 20       | 19    | 7     | 9     | kiesett | 108      | 14.      |
| Panajótisz Kamburídisz Efsztáthiosz Papadópulosz | 470-es osztály  | 14    | 7     | 20    | 15    | 18      | (28***) | 27       | 19    | 8     | 20    | kiesett | 148      | 19.      |
| Emíliosz Papathanasziú Andónisz Cótrasz          | Csillaghajó     | 3     | 16    | 7     | 12    | 7       | 15      | (17****) | 17*** | 17**  | 12    | kiesett | 106      | 14.      |

Női
| Versenyző          | Versenyszám     | Futam | Futam | Futam | Futam | Futam | Futam | Futam | Futam  | Futam | Futam | Futam   | Pontszám | Helyezés |
| Versenyző          | Versenyszám     | 1     | 2     | 3     | 4     | 5     | 6     | 7     | 8      | 9     | 10    | É       | Pontszám | Helyezés |
| ------------------ | --------------- | ----- | ----- | ----- | ----- | ----- | ----- | ----- | ------ | ----- | ----- | ------- | -------- | -------- |
| Angelíki Szkarlátu | Szörfvitorlázás | 14    | 12    | 21    | 11    | 19    | 16    | 19    | (27**) | 15    | 7     | kiesett | 134      | 16.      |
| Ána Agrafióti      | Laser radial    | 28    | 29    | 30    | 32    | (34)  | 34    | 15    | 34     | 23    | 32    | kiesett | 257      | 33.      |

Nyílt
| Versenyző                            | Versenyszám        | Futam | Futam | Futam | Futam | Futam | Futam | Futam | Futam | Futam | Futam | Futam | Futam | Futam | Futam | Futam | Futam   | Pontszám | Helyezés |
| Versenyző                            | Versenyszám        | 1     | 2     | 3     | 4     | 5     | 6     | 7     | 8     | 9     | 10    | 11    | 12    | 13    | 14    | 15    | É       | Pontszám | Helyezés |
| ------------------------------------ | ------------------ | ----- | ----- | ----- | ----- | ----- | ----- | ----- | ----- | ----- | ----- | ----- | ----- | ----- | ----- | ----- | ------- | -------- | -------- |
| Dioníszisz Dímu Mihálisz Pateniótisz | Könnyű 49-es dingi | 18    | (20)  | 19    | 16    | 19    | 20    | 19    | 17    | 20    | 19    | 18    | 16    | 16    | 20    | 5     | kiesett | 242      | 20       |

* - nem ért célba

** - korai rajt miatt kizárták

*** - kizárták

**** - fekete zászlóval kizárták

## Vívás
Női
| Versenyző        | Versenyszám  | Selejtező                         | 32-es főtábla                 | Nyolcaddöntő              | Negyeddöntő       | Elődöntő          | Bronz- mérkőzés   | Döntő             | Helyezés |
| Versenyző        | Versenyszám  | Ellenfél Eredmény                 | Ellenfél Eredmény             | Ellenfél Eredmény         | Ellenfél Eredmény | Ellenfél Eredmény | Ellenfél Eredmény | Ellenfél Eredmény | Helyezés |
| ---------------- | ------------ | --------------------------------- | ----------------------------- | ------------------------- | ----------------- | ----------------- | ----------------- | ----------------- | -------- |
| Vaszilikí Vujúka | Kard, egyéni | Louise Bond-Williams (GBR) · 15–8 | Aleksandra Socha (POL) · 15–7 | Kim Dzsijon (KOR) · 12–15 | kiesett           | kiesett           | kiesett           | kiesett           | 5.       |

## Vízilabda

### Férfi
| Görög férfi vízilabdacsapat-játékoskeret | Görög férfi vízilabdacsapat-játékoskeret |
| --- | --- |
| - Hrísztosz Afrudákisz - Jeórjiosz Afrudákisz - Evángelosz Delakasz - Nikólaosz Delijánisz - Jánisz Fundúlisz - Fíliposz Karambécosz - Theódorosz Hadzitheodóru | - Konsztandínosz Kokinákisz - Andréasz Mirálisz - Konsztandínosz Muríkisz - Emanuíl Milonákisz - Argírisz Theodorópulosz - Matthéosz Vulgarákisz |

#### Eredmények
Csoportkör
A csoport
| Csapat              | M | Gy | D | V | G+ | G– | Gk  | P  |
| ------------------- | - | -- | - | - | -- | -- | --- | -- |
| Horvátország (CRO)  | 5 | 5  | 0 | 0 | 50 | 29 | +21 | 10 |
| Olaszország (ITA)   | 5 | 3  | 1 | 1 | 40 | 36 | +4  | 7  |
| Spanyolország (ESP) | 5 | 3  | 0 | 2 | 52 | 42 | +10 | 6  |
| Ausztrália (AUS)    | 5 | 2  | 0 | 3 | 40 | 44 | −4  | 4  |
| Görögország (GRE)   | 5 | 1  | 1 | 3 | 41 | 43 | −2  | 3  |
| Kazahsztán (KAZ)    | 5 | 0  | 0 | 5 | 24 | 53 | −29 | 0  |

| 2012. július 29. 10:00 (11:00) | Görögország (GRE)     | 6–8         | Horvátország (CRO) | Water Polo Arena, London Játékvezetők: Adrian Alexandrescu (ROU), Juhász György (HUN) |
| 2012. július 29. 10:00 (11:00) | (2–1, 1–2, 2–2, 1–3)  |             |                    | Water Polo Arena, London Játékvezetők: Adrian Alexandrescu (ROU), Juhász György (HUN) |
| 2012. július 29. 10:00 (11:00) | Fundúlisz, Muríkisz 2 | Jegyzőkönyv | három játékos 2    | Water Polo Arena, London Játékvezetők: Adrian Alexandrescu (ROU), Juhász György (HUN) |

| 2012. július 31. 15:30 (16:30) | Görögország (GRE)          | 7–7         | Olaszország (ITA) | Water Polo Arena, London Játékvezetők: Marijo Brguljan (MNE), Mihajlo Ćirić (SRB) |
| 2012. július 31. 15:30 (16:30) | (2–1, 1–2, 2–3, 2–1)       |             |                   | Water Polo Arena, London Játékvezetők: Marijo Brguljan (MNE), Mihajlo Ćirić (SRB) |
| 2012. július 31. 15:30 (16:30) | Fundúlisz, H. Afrudákisz 2 | Jegyzőkönyv | Presciutti 2      | Water Polo Arena, London Játékvezetők: Marijo Brguljan (MNE), Mihajlo Ćirić (SRB) |

| 2012. augusztus 2. 11:20 (12:20) | Kazahsztán (KAZ)     | 4–11        | Görögország (GRE) | Water Polo Arena, London Játékvezetők: Ulrich Spiegel (GER), Brian Littlejohn (GBR) |
| 2012. augusztus 2. 11:20 (12:20) | (1–2, 0–4, 1–3, 2–2) |             |                   | Water Polo Arena, London Játékvezetők: Ulrich Spiegel (GER), Brian Littlejohn (GBR) |
| 2012. augusztus 2. 11:20 (12:20) | Ukumanov 2           | Jegyzőkönyv | Fundúlisz 5       | Water Polo Arena, London Játékvezetők: Ulrich Spiegel (GER), Brian Littlejohn (GBR) |

| 2012. augusztus 4. 14:10 (15:10) | Görögország (GRE)    | 9–11        | Spanyolország (ESP) | Water Polo Arena, London Játékvezetők: Marijo Brguljan (MNE), Adrian Alexandrescu (ROU) |
| 2012. augusztus 4. 14:10 (15:10) | (3–4, 2–4, 2–1, 2–3) |             |                     | Water Polo Arena, London Játékvezetők: Marijo Brguljan (MNE), Adrian Alexandrescu (ROU) |
| 2012. augusztus 4. 14:10 (15:10) | Delakász 3           | Jegyzőkönyv | három játékos 3     | Water Polo Arena, London Játékvezetők: Marijo Brguljan (MNE), Adrian Alexandrescu (ROU) |

| 2012. augusztus 6. 11:20 (12:20) | Görögország (GRE)    | 8–13        | Ausztrália (AUS) | Water Polo Arena, London Játékvezetők: Mihajlo Ćirić (SRB), Sergi Sanchez (ESP) |
| 2012. augusztus 6. 11:20 (12:20) | (2–3, 3–5, 1–3, 2–2) |             |                  | Water Polo Arena, London Játékvezetők: Mihajlo Ćirić (SRB), Sergi Sanchez (ESP) |
| 2012. augusztus 6. 11:20 (12:20) | Hadzitheodóru 3      | Jegyzőkönyv | Howden 3         | Water Polo Arena, London Játékvezetők: Mihajlo Ćirić (SRB), Sergi Sanchez (ESP) |

| Csapat            | Helyezés |
| ----------------- | -------- |
| Görögország (GRE) | 9.       |